# Adonisea siren
Adonisea siren là một loài bướm đêm trong họ Noctuidae.